# Seri Tanjung (Tanjung Lubuk)
Seri Tanjung is een bestuurslaag in het regentschap Ogan Komering Ilir van de provincie Zuid-Sumatra, Indonesië. Seri Tanjung telt 1636 inwoners (volkstelling 2010).